# Sint-Petroniusbasiliek
De Sint-Petroniusbasiliek (Italiaans: basilica di San Petronio) in Bologna is een rooms-katholieke kerk, die beschouwd wordt als de hoofdkerk van de stad. De zetel van het aartsbisdom is echter de eveneens in Bologna gelegen kathedraal San Pietro.

## Geschiedenis
De kerk werd gewijd aan Sint-Petronius, een bisschop van Bologna uit de 5e eeuw na Christus. Sinds 2000 bevinden zijn relieken zich ook in de kerk, nadat ze eerst in de Bolognese Santo-Stefanobasiliek werden bewaard.
Met de bouw van de gotische kerk, naar een ontwerp van Antonio di Vincenzo, werd op 7 juni 1390 begonnen en deze zou enkele eeuwen in beslag nemen. Het oorspronkelijk ontwerp van de basiliek zou de oude Sint-Pietersbasiliek in Vaticaanstad qua grootte overtreffen. De weerstand van de paus daartegen was zeer groot en het ontwerp werd daarom niet gerealiseerd. Door een decreet van paus Pius IV (1559-1565) werd besloten dat ondanks voorstellen van architecten – waaronder die van Andrea Palladio- de verdere verbouwing en de vervolmaking van de kerk stopgezet zou worden. De onafgemaakte façade getuigt nog van deze beslissing.
Het grondplan van de kerk bestaat uit een middenbeuk, geflankeerd door twee zijbeuken, waaromheen 22 straalkapellen werden aangebouwd. De San Petronio geldt tegenwoordig als de op vijf na grootste kerk in de wereld met de volgende afmetingen: l x b x h: 132m x 60m x 45m.
In 1530 vond in deze kerk de laatste pauselijke kroning plaats van een keizer van het Heilige Roomse Rijk; keizer Karel V werd als teken van verzoening door paus Clemens VII gekroond. Ook vonden er in de kerk enkele bijeenkomsten plaats van het Concilie van Trente (1545-1563).
Opmerkelijk binnen de kerk is de aanwezigheid van de grootste zonnewijzer ter wereld, ontworpen door de astronoom Giovanni Domenico Cassini. De kerk herbergt ook een Slinger van Foucault.

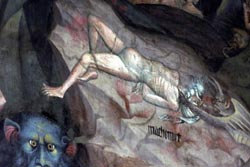
Mohammed die in de hel ten prooi valt aan de demonen

De aanwezigheid van een 15e-eeuws fresco van Giovanni da Modena, dat een scène verbeeldt uit het “Inferno” van de Italiaanse schrijver Dante Alighieri, vormde de aanleiding voor een geplande aanslag op de kerk door moslimterroristen. Het door hen als beledigend beschouwde fresco toont Mohammed die in de hel ten prooi valt aan de demonen. De aanslag werd door de Italiaanse politie verijdeld.

## Orgels
De basiliek heeft twee historische kerkorgels, vervaardigd door de orgelbouwers Lorenzo da Prato in 1471-1475 en Baldassarre Malamini in 1596. Als organist-titularis werden in 1982 benoemd Luigi Ferdinando Tagliavini (die in 2017 overleed) en Liuwe Tamminga (die in 2021 overleed).

## Galerij

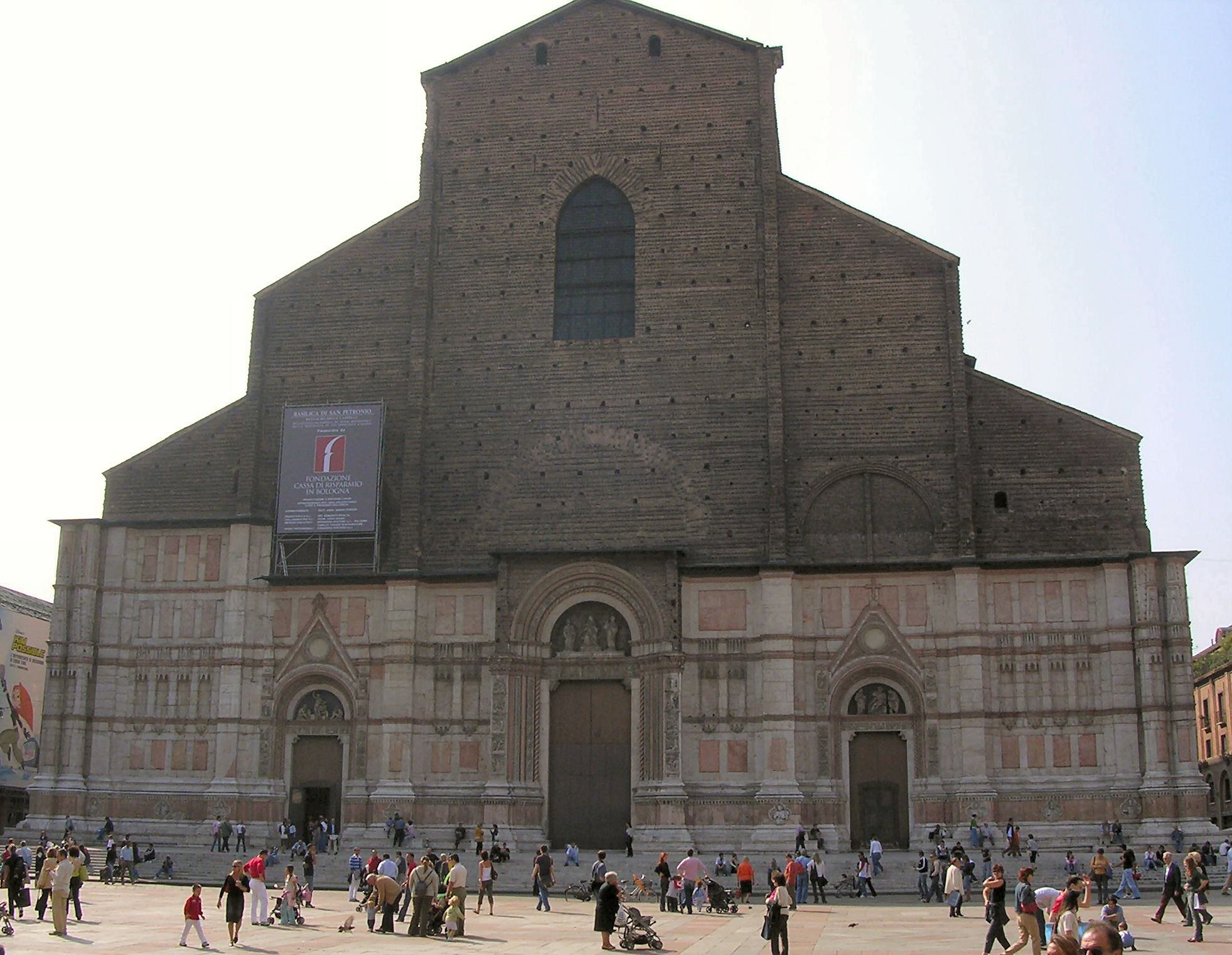
De onafgewerkte voorgevel in 2005
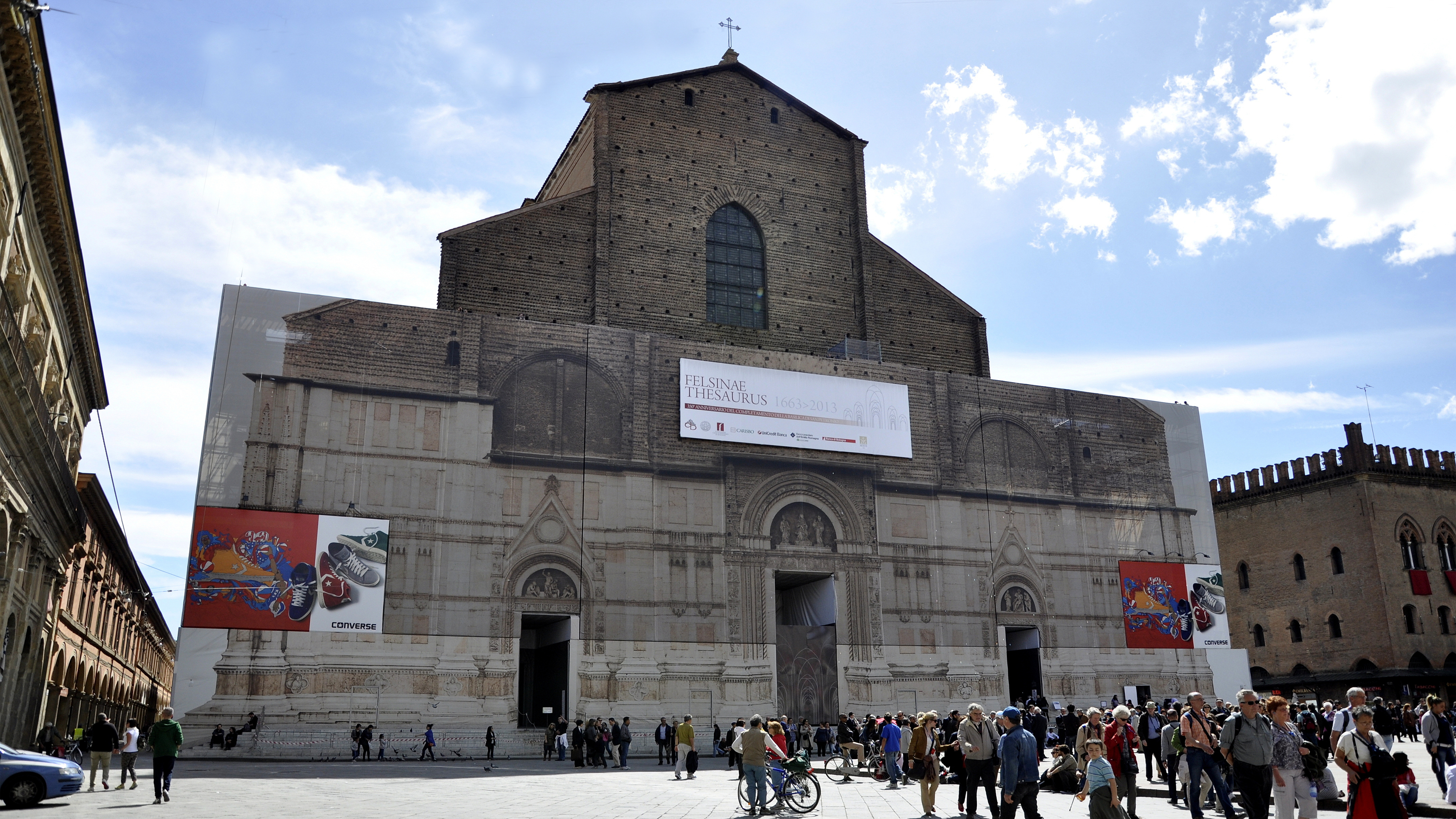
De voorgevel in de steigers in 2012
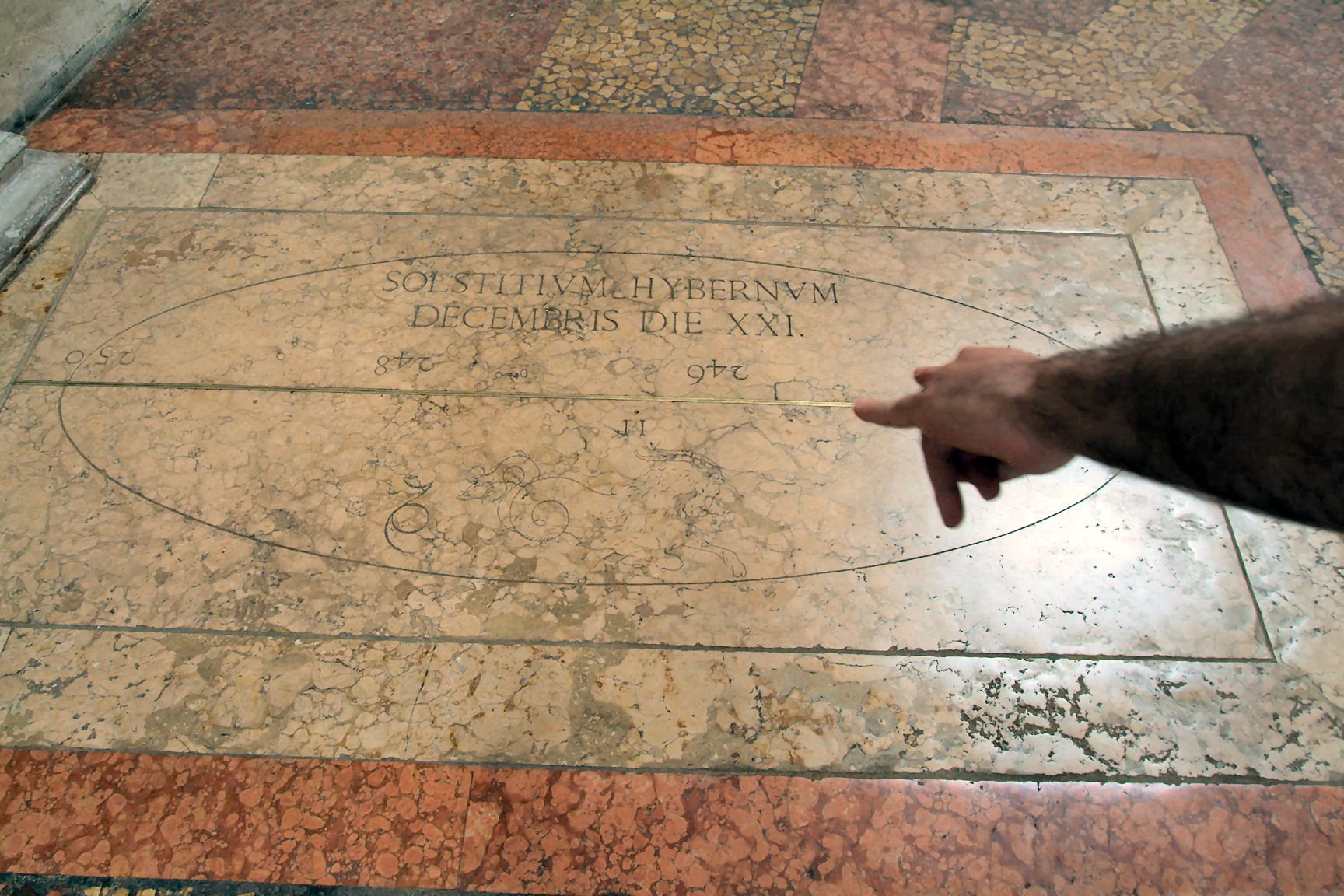
De zonnewijzer in de vloer van Sint-Petronius
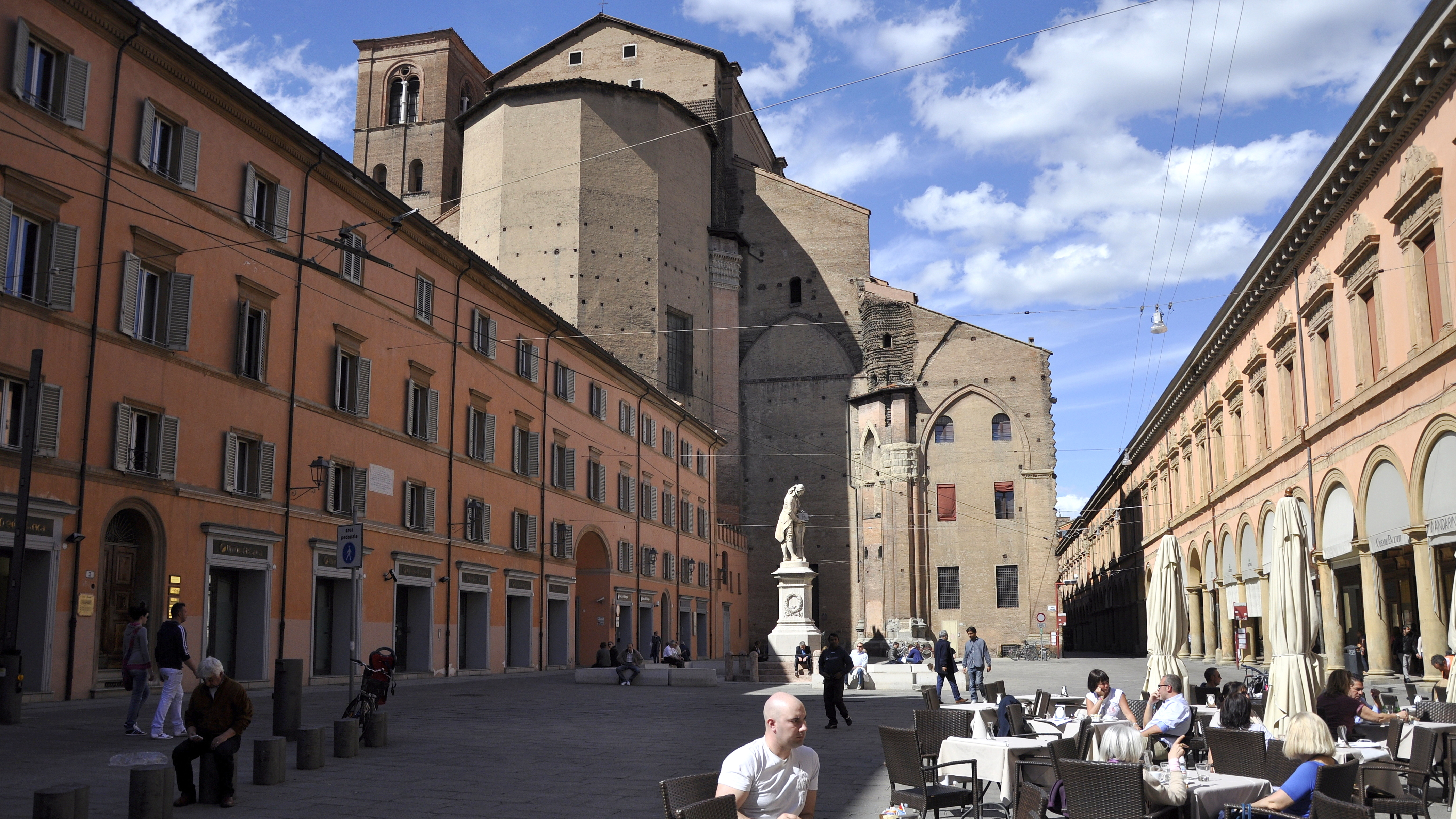
De achterzijde van de basiliek vanaf de Piazza Galvani

## Bron
- (en) Artikel naar aanleiding van beoogde aanslag

- Gemeinsame Normdatei: 4406254-0
- International Standard Name Identifier: 0000 0001 2192 4243
- Library of Congress Control Number: n83301104
- MusicBrainz: 4ffc2c1c-6090-4a39-86d4-be543d81d4ff
- Nationale Bibliotheek van Israël: 987007258241805171
- Système universitaire de documentation: 111877253
- Trove: 960883
- Virtual International Authority File: 156624582